# Chronicles of the Dead
Chronicles of the Dead — второй студийный альбом финской фолк-метал-группы Falchion, выпущен в 2008 году на немецком лейбле Massacre Records.

## Описание
Некоторые риффы здесь так же хороши, как и на последнем альбоме, и многие гитарные партии весьма впечатляют, но в целом написание песен не на том же уровне. Многие из этих песен, кажется, имеют одинаковую скорость и фоновый ритм, поэтому возникает ощущение однообразия, когда вы слушаете одну песню за другой. Производство в порядке, но микшер должен быть подкачан, так как вокал слишком громкий, постоянно хороня музыку, а гитары слишком сухие и на заднем плане. Это альбом в гораздо большем стиле Death Metal, с миксом «барабаны и вокал СЛИШКОМ ГРОМКИЕ» из многих плохих альбомов DM. Это придает всему альбому гораздо больше ощущения Гетеборга, что совсем не хорошо. Песни, кажется, как-то тянутся вперед, тратя впустую солидную фолк-гитарную работу, не создавая особого волнения. Кроме того, Falchion, похоже, отказались от языческих лирических тем в пользу более общих тем, и это делает их менее выделяющимися как группу.

(с) Паул Баттейгер

## История создания
Осенью 2007 года Юхо Кауппинен начал писать песни для нового альбома. В январе 2008 года заключен договор с лейблом Massacre Records. В марте 2008 года осуществилась запись в Finnvox Studios.

## Список композиций
| №               | Название                 | Длина композиции |
| --------------- | ------------------------ | ---------------- |
| 1.              | Primitive Again          | 5:26             |
| 2.              | Chronicles of the Dead   | 5:25             |
| 3.              | Shadows in the Wasteland | 4:39             |
| 4.              | Kingdom of Dust          | 5:03             |
| 5.              | Desert Breeze            | 5:26             |
| 6.              | Shades of Gray           | 7:12             |
| 7.              | Dying Dreams             | 6:51             |
| 8.              | Mayhem Machine           | 2:49             |
| 9.              | Evolution in Reverse     | 4:56             |
| Итоговая длина: | Итоговая длина:          | 47:42            |

Все текста написаны Мииккой Тулимяки, музыка — Юхо Кауппиненым.

## Участники записи

### Falchion
- Юхо Кауппинен — вокал, гитара;
- Матти Йоханссон — ударные;
- Яанне Киелинен — бас-гитара;
- Миикка Тулимяки — гитара.

### Приглашенные участники
- Тапани Сииртола — оркестровые аранжировки в песнях № 6, № 9.

### Производство
- Юкка Руостила — продюсирование.